# Nebojša Jovan Živkovič

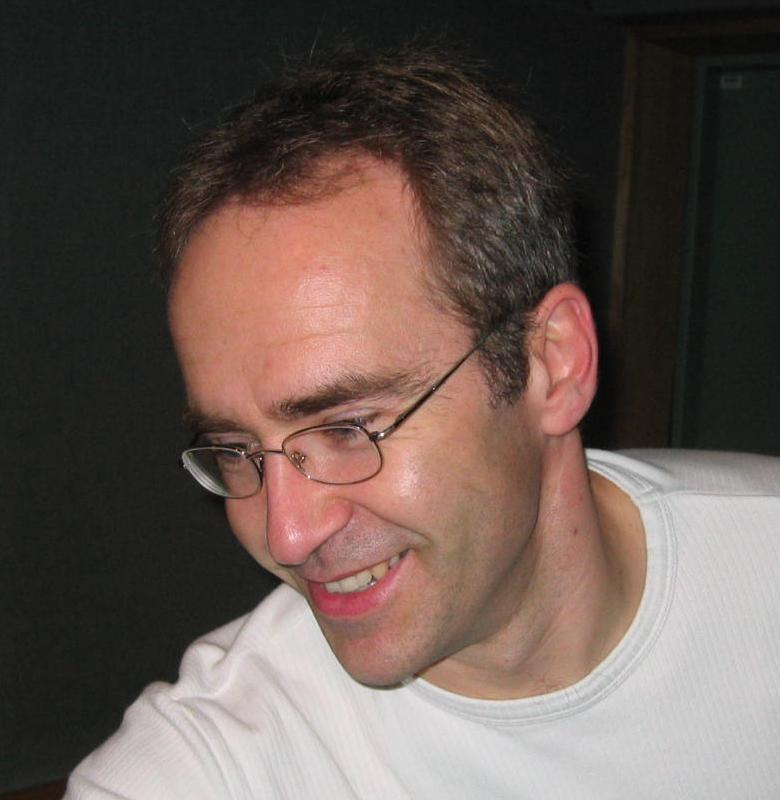
Nebojša Jovan Živkovič (2005)

Nebojša Jovan Živković (Servisch: Небојша Јован Живковић) (Sremska Mitrovica, 5 juli 1962) is een Servisch componist, muziekpedagoog en slagwerker.

## Levensloop
Živković kreeg zijn basisopleiding aan het muziekgymnasium in Novi Sad, Vojvodina. In 1980 kwam hij naar Stuttgart, Baden-Württemberg en studeerde muziek aan de Hochschule für Musik und Darstellende Kunst Mannheim en aan de Staatliche Hochschule für Musik und Darstellende Kunst Stuttgart. Hij is intussen bekend als een uitstekende marimba en slagwerk solist.
Als solist voelt hij zich bijzonder de eigentijdse muziek verbonden; tot nu heeft hij bij meer dan twintig speciaal voor hem gecomponeerde werken de (wereld-)première verzorgd.
Over zijn eigen werken als componist zegt hij zelf, dat deze muziek als Nieuwe muziek met lichaam en geest aangeduid kan worden. Meer dan 30 composities voor marimba en slagwerk zijn intussen standaard-repertoire van vele marimba spelers en slagwerkers in de hele wereld. Zijn werken zijn in meer dan 40 landen ter wereld door voornaamste orkesten en solisten uitgevoerd. Het begin van het nieuwe Millennium vierde hij met twee premières in Londen in de Wigmore Hall, het Born To beAT Wild, voor trompet en slagwerk, op. 29 en Quasi una Sonata, voor piano en slagwerk. Een maand later ging zijn Sonata in Chicago, Illinois en New York in première. Deze werken werden gecomponeerd voor Hakan Hardenberger (trompet), Emanuel Ax (piano) en Evelyn Glennie (slagwerk). Ook zijn Slagwerkconcert no. 1 ("Concerto of the mad queen"), een opdrachtwerk van de slagwerksoliste Evelyn Glennie en de Northern S info nia ging in februari 2000 in Newcastle, Verenigd Koninkrijk in première.
De componist leeft sinds zijn studie in Stuttgart.
Naast het componeren en zijn concert-werkzaamheden is hij regelmatig docent aan een veel tal van conservatoria en universiteiten. In 1996 en 1997 was hij docent voor marimba, slagwerk en compositie aan de Universiteit van Hartford in Hartford en in 1997 aan de Universiteit van Minnesota in Minneapolis.

## Composities

### Werken voor orkest
- 1980-1981 Südslawenien (das auch...), voor orkest, op. 2
- 1984-1985 Concerto no. 1, voor marimba solo en orkest, op. 8
- 1990-1994 Concerto, voor cello en orkest, op. 20
- 1996-1997 Concerto no. 2, voor marimba solo en orkest, op. 25
- 2000 Concerto no. 1 (The Concerto of the mad Queen), voor slagwerk en orkest, op. 28
- 2002 Concerto, voor hoorn en orkest, op. 31

### Werken voor harmonieorkest
- 1987 Chorale, voor 13 blazers en slagwerk, op. 14
- 2003 Tales from the center of the Earth, voor slagwerk solo en harmonieorkest, op. 33

### Werken voor koor (met orkest)
- 1989 Nada Mnom je nebo Zatvoreno, voor bas (solo), vrouwenkoor, strijkorkest en slagwerk, op. 17

### Vocale muziek
- 1990 Sta Vidis, voor tenor, marimba en mannenstemmen
- 1994 To the gods of rhythm, voor djembe en stem

### Kamermuziek
- 1980 Macedonia, voor marimba en piano
- 1981 Divertimento, voor 2 trombones, tuba, marimba en 4 pauken, op. 3
- 1981 ANBA - dans van de klein zwarte heks, voor marimba, xylofoon en piano
- 1983 Blazerskwintet, op. 4
- 1984 Amselfelder Klage, voor fluit, fagot, hoorn, slagwerk en marimba, op. 6
- 1985 Musica, voor cello solo, op. 9 no. 1
- 1985 Valse Serbe, voor marimba (of: klarinet) en piano
- 1986-1987 Musica, voor viool solo, op. 9 no. 2
- 1986 In Erinnerungen schwebend, voor drie fluiten en vibrafoon, op. 10
- 1988 Musica, voor contrabas solo, op. 9 no. 3
- 1990 Jenet - family songs, voor fluit, basklarinet of altsaxofoon, cello, trombone en klavecimbel, op. 19
- 1992 Uneven Souls (Sta Vidis II), voor solo marimba en slagwerk, op. 22
- 1993-1994 Die Arten des Wassers, voor twee piano's en twee slagwerkers, op. 23 (Opdrachtwerk van de regering van de deelstaat Baden-Württemberg)
- 2000-2001 Quasi una Sonata, voor slagwerk en piano, op. 29
- 2001 Born to beat wild, voor trompet en een heel grote trom, op. 30
- 2002 Lamento e danza Barbara, voor marimba solo en drie slagwerkers, op. 32
- 2009 Sex in the Kitchen, voor percussion duo op.35
- 2009 Tak-Nara voor slagwerk kwartet op.36

### Werken voor piano
- 1978-1979 Thema und Variation (Jugendsünde...::), op. 1
- 1984 Atomic Games, voor piano solo, op. 7
- 1987 Vier unverbindliche Stücke und eine verbindliche Zugabe, op. 13

### Werken voor marimba
- 1983 Drie fantastische liederen, voor solo marimba, op. 5
- 1986 Tensio, voor marimba, op. 11
- 1988 Fluctus, voor marimba, op. 16
- 1989 Quintetto per cinque solisti, voor vijf marimba en slagwerk, op. 18
- 1989/1992 Drei unverbindliche Stücke, voor marimba
- 1989/1992 Funny Marimba (incl: Srpska Igra, Balade für Petra, Liebeslied,..), boek 1 met tien lichte stukken voor jonge marimba spelers
- 1991 My first book, 15 stukjes voor marimba beginners (met piano begeleiding)
- 1993 Sta vidis, voor marimba solo
- 1994-1995 Ultimatum 1, voor solo marimba, op. 24 no. 1
- 1994 Ultimatum 2 voor twee marimba's, op. 24 no. 2
- 1996 Ilijas, voor marimba solo
- 2010 MAGMA" voor marimba solo op.37

### Werken voor vibrafoon
- 1994 FUNNY VIBRAPHONE, boek 1 met tien lichte stukken voor jonge vibrafoonspelers

### Werken voor slagwerk
- 1984 Urklang - Muziek met natuurlijke klanken, voor vier slagwerkers en geluidsband
- 1986 Cadenza, voor vijf pauken
- 1987 Ctpax - Strah, voor slagwerk en geluidsband, op. 12
- 1987 Pezzo da concerto, voor kleine trom solo, op. 15
- 1988 Tussen dag en nacht, voor slagwerksextet
- 1989 Das Innere des Schweigens, voor slagwerkensemble (zes drumsets), geluidsband, spreker en toneelspeelgroep
- 1990 Ten Etudes for snare drum, voor kleine trom
- 1990/1991 Generally spoken it's nothing but Rhythm, voor solo slagwerk met vibrafoon, op. 21
- 1998 The Castle of the mad King, voor slagwerk solo, op. 26
- 1995/1998 Trio per uno (Trio for one), voor slagwerk trio, op. 27